# Harelbeke-Anversa-Harelbeke 1969
L'Harelbeke-Anversa-Harelbeke 1969, dodicesima edizione della corsa, si svolse il 22 marzo su un percorso di 215 km, con partenza ed arrivo a Harelbeke. Fu vinta dal belga Rik Van Looy della squadra Willem II-Gazelle davanti ai connazionali Georges Vanconingsloo e Willy Vekemans.

## Ordine d'arrivo (Top 10)
| Pos. | Corridore             | Squadra                | Tempo    |
| ---- | --------------------- | ---------------------- | -------- |
| 1    | Rik Van Looy          | Willem II-Gazelle      | 5h23'00" |
| 2    | Georges Vanconingsloo | Peugeot-BP-Michelin    | a 25"    |
| 3    | Willy Vekemans        | Goldor-Hertekamp-Herta | s.t.     |
| 4    | Willy Monty           | Peugeot-BP-Michelin    | s.t.     |
| 5    | Willy In t Ven        | Mann-Grundig           | s.t.     |
| 6    | Jos van der Vleuten   | Willem II-Gazelle      | s.t.     |
| 7    | Eddy Merckx           | Faema-Faemino          | a 3'45"  |
| 8    | Herman Van Springel   | Mann-Grundig           | s.t.     |
| 9    | Barry Hoban           | Mercier-BP-Hutchinson  | s.t.     |
| 10   | André Dierickx        | Peugeot-BP-Michelin    | s.t.     |